# Dare mo Shiranai
Dare mo Shiranai (誰も知らない lit. «Nadie sabe»?), también conocida en inglés como Nobody Knows, es una película dramática japonesa del año 2004, basada en el caso de abandono de los niños de Sugamo de 1988. El filme fue dirigido por Hirokazu Koreeda y protagonizado por Yūya Yagira, Ayu Kitaura, Hiei Kamura, Momoko Shimizu, Hanae Kan y la actriz veterana You.
Dare mo Shiranai cuenta la historia de cuatro hermanos: Akira, Kyōko, Shigeru y Yūki, cuyas edades vacilan entre los doce y cinco años. Los niños son medio hermanos y cada uno de ellos tiene un padre diferente. Debido a que los tres niños más pequeños viven en el departamento ilegalmente y sin el conocimiento o permiso del propietario, no pueden salir o ser vistos fuera de este y tampoco asisten a la escuela. Su madre los deja solos durante semanas y meses, para finalmente no regresar. Forzados a sobrevivir por su cuenta, los niños solo pueden confiar en el otro para enfrentar los múltiples desafíos que se les presentan.
La película fue estrenada por primera vez en el Festival de Cine de Cannes el 12 de mayo de 2004, y posteriormente lo fue en los cines japoneses el 7 de agosto de 2004. Fue bien recibida por la crítica y recaudó más de 11 millones de dólares a nivel global. Ganó varios premios, en particular el de «Mejor actor» en Cannes, así como los premios a «Mejor película» y «Mejor director» en la 47.ª edición de los Hochi Film Award. Yūya Yagira, de entonces catorce años, se convirtió en el actor más joven en ganar la categoría de «Mejor actor» en toda la historia de Cannes. Yagira también fue el primer —y hasta el momento el único— actor japonés en ganar esta categoría.

## Argumento
Keiko Fukushima (You) es una madre joven que se muda a un nuevo apartamento junto a sus cuatro hijos, tres de los cuales debe llevar a escondidas y mantenerlos en secreto para poder conservar el alquiler. Solo el mayor, Akira (Yūya Yagira), es conocido por el casero, mientras que los más pequeños, Shigeru (Hiei Kamura) y Yūki (Momoko Shimizu) son escondidos en maletas. La hija mayor, Kyōko (Ayu Kitaura), se une a ellos por separado viajando en tren. Los niños ansían ir a la escuela, pero les está prohibido salir del hogar para evitar ser vistos por el casero, siendo Akira el único que puede hacerlo libremente. Keiko casi nunca esta en la casa, explicando a sus hijos que tiene mucho trabajo cuando a lo que realmente se dedica es a salir de fiesta y a visitar a su nuevo novio. A causa de esto, Akira debe cuidar de sus hermanos y hacerse cargo del mantenimiento del hogar. Las cosas cambian abuptamente cuando su madre deja una nota despidiéndose junto a un poco de dinero y se marcha por unos meses. Akira pasa a ser el cabeza sustituto de la familia de la noche a la mañana. Sin embargo, apenas logran subsistir y el dinero escasea al poco tiempo, con Akira teniendo que pedir dinero a los posibles padres de Yūki. Afortunadamente, su madre regresa poco después con regalos para sus hijos.
Keiko le dice a Akira que tiene un nuevo novio y que después de casarse, ella y los niños podrían llevar una vida normal. Keiko procede a marcharse nuevamente, bajo la promesa de que volvería en Navidad. Tal como era de esperarse Keiko no cumple su promesa, y Akira y Kyōko deben desempeñar el rol de padres una vez más. Akira pronto descubre que su madre se ha casado y los ha abandonado, aunque decide no contarlo a sus hermanos. El dinero pronto vuelve a escasear y sufren de muchas limitaciones, con sus comidas consistiendo en fideos instantáneos comprados en una tienda de conveniencia local. En el cumpleaños de Yūki, la pequeña pide ir a la estación de tren a esperar a su madre, convencida de que vendrá. Su madre no aparece pero, en el camino de regreso, Akira le promete a su hermana que un día la llevará al monorraíl de Tokio para ver cómo despegan los aviones en el aeropuerto de Haneda.
Más adelante, Akira forja amistad con dos niños de su edad, con quienes juega videojuegos. Con frecuencia, ambos vienen a la casa de Akira para jugar y este comienza a descuidar a sus hermanos, a la par que sus lazos se tensan. Sin embargo, su amistad se termina cuando los dos niños llevan a Akira al minimercado y allí le instan a robar. Akira se niega a hacerlo y los dos muchachos lo dejan. Después de eso, Akira deja salir a sus hermanos y juegan en un parque cercano. También les permite visitar el minimercado y comprar cosas que les gusten. 
Al llegar la primavera, las facturas se han acumulado y los servicios de teléfono, electricidad, gas y agua son suspendidos. En consecuencia, los niños se ven obligados a hacer uso del baño público del parque para lavarse, hacer sus necesidades y beber agua del grifo, a medida que la depresión se va apoderando de cada uno de ellos. En uno de estos viajes, Shigeru comienza una conversación con una estudiante de secundaria que sufre de acoso escolar, Saki (Hanae Kan), quien pronto se hace amiga de todos los hermanos. Saki los visita con frecuencia y ocasionalmente les ayuda. Sin embargo, cuando Saki se ofrece a ganar dinero para ellos visitando una sala de karaoke con un hombre mayor, Akira se distancia de ésta y rechaza el dinero que le ofrece. El verano se acerca y el dinero sigue siendo muy ajustado. El punto más extremo de la película ocurre con la muerte de la pequeña Yūki a causa de una caída de una silla, mientras intentaba alcanzar unas plantas en el balcón. Akira y Saki introducen el cuerpo de Yūki en una maleta y lo entierran cerca del aeropuerto de Haneda, desde donde pueden verse los aviones que tanto ansiaba contemplar la pequeña. La película termina con Akira, Kyōko, Shigeru y Saki caminando juntos a casa.

## Reparto
- Yūya Yagira como Akira Fukushima (福島 明),[7] el hijo mayor de Keiko, de doce años de edad. Su padre, a quien no recuerda, trabaja en el aeropuerto de Haneda. Akira tuvo cierta relación con su padre cuando era pequeño, pero según cuenta su madre, este los abandonó a ambos y no ha expresado ninguna clase de preocupación hacia su hijo o ella misma desde entonces. También es quien se convierte en la cabeza de la familia tras el posterior abandono de su madre, cuidando de sus hermanos pequeños y luchando diariamente para subsistir.
- Ayu Kitaura como Kyōko Fukushima (福島 京子),[7] la hija mayor de la familia, de once años de edad. Su padre es un productor musical y sueña con tener un piano propio, motivo por el cual se empeña en ahorrar dinero. Kyōko está a cargo de las tareas domésticas, tales como lavar y tender la ropa.
- Hiei Kimura como Shigeru Fukushima (福島 茂),[7] el tercer hijo. Es un niño muy travieso y la razón por la que tuvieron que mudarse a un nuevo apartamento.
- Momoko Shimizu como Yūki Fukushima (福島 ゆき),[7] la hija menor de la familia. Yuki tiene cinco años y nadie sabe quién es realmente su padre biológico. Disfruta dibujar y comer dulces de chocolate. Muere después de caer de un taburete y fue enterrada cerca de la pista del aeropuerto de Haneda por Akira y Saki.
- Hanae Kan como Saki Mizuguchi (水口 紗希),[7] una estudiante de secundaria. Se hace amiga de los hermanos Fukushima y frecuentemente los ayuda. Sufre de acoso escolar por parte de sus compañeras de clase, por lo que continuamente se salta sus clases y pasa el rato en un parque, lugar donde conoce a los niños.
- You como Keiko Fukushima (福島 けい子),[7] la madre de los niños, a quienes abandona para casarse con su nuevo novio y no vuelve a verlos. Ocasionalmente les envía dinero a sus hijos.
- Kazumi Kushida como Tadashi Yoshinaga (吉永 忠志),[7] el propietario del apartamento donde viven los niños. Desconoce la existencia de los demás hijos de Keiko, teniendo únicamente conocimiento del mayor, Akira.
- Yukiko Okamoto como Eriko Yoshinaga (吉永 江理子),[7] la joven esposa del propietario.
- Sei Hiraizumi como el mánager del minimercado[8] que confunde a Akira con un ladrón.
- Ryō Kase como un empleado del minimercado.[8] Conoce la situación de Akira y sus hermanos. También le da a Akira sobras de sushi para llevar a casa cada vez que este visita la tienda.
- Yūichi Kimura como Sugihara,[8] un taxista y posible padre de Yuki.
- Kenichi Endō como un empleado de un centro de pachinko[8] y posible padre de Yuki.

## Historia verídica

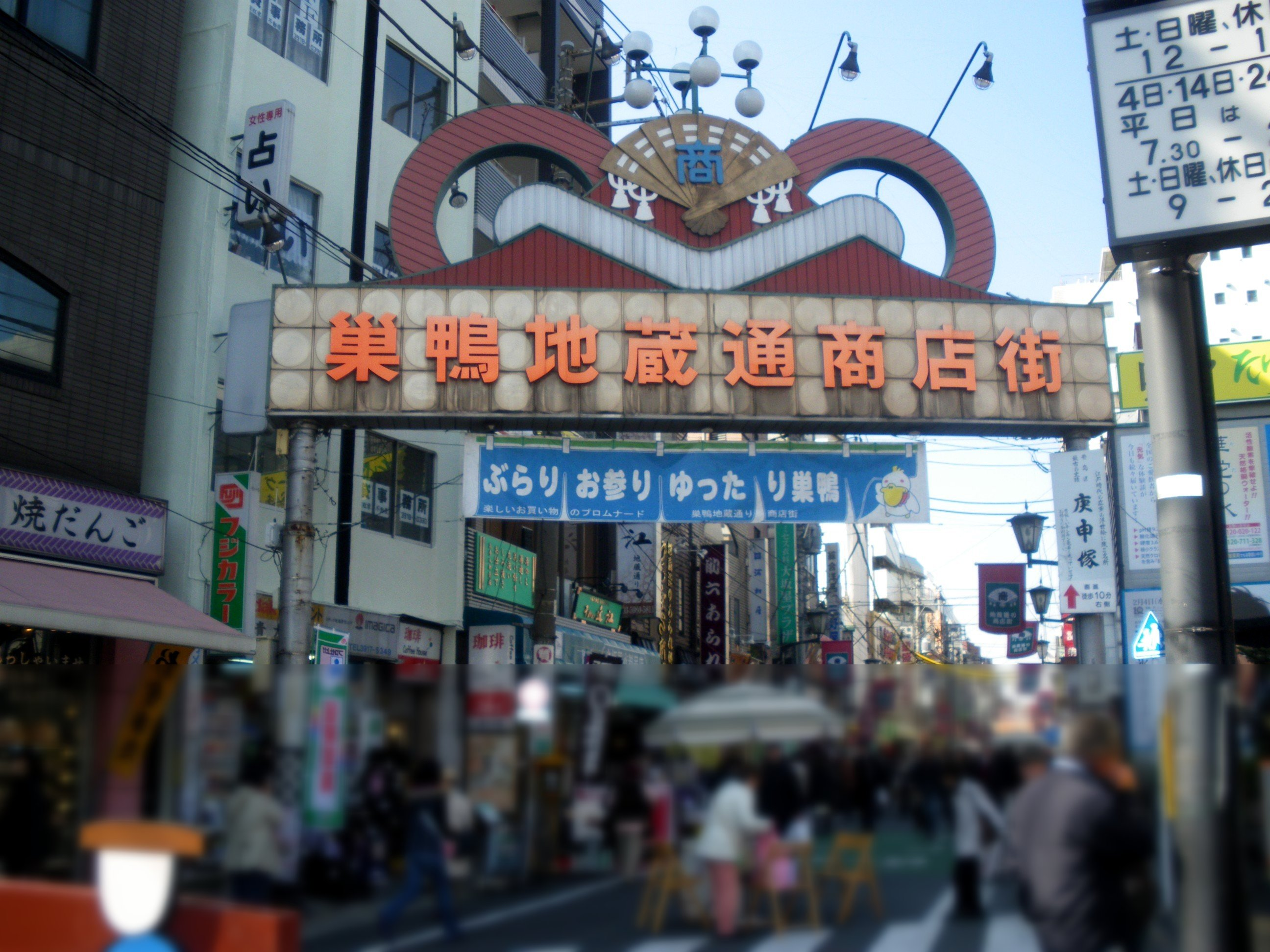
Sugamo, donde tuvo lugar el caso.

La película está basada en el caso de abandono de los niños de Sugamo. El suceso ocurrió en Japón en 1987. Una madre joven abandonó a sus cuatro hijos, cada uno de un padre distinto, por irse a vivir con su nuevo novio, dejándoles 50.000 yenes para los gastos que pudiesen tener. Ninguno de los niños asistía a la escuela y ninguno, salvo el mayor, constaba en el registro civil. En abril de 1988, la niña más pequeña falleció a causa de un asalto por parte de uno de los amigos de su hermano mayor, lo cual, en la película, se explica con un accidente de la niña cayendo de una silla. Meses después, unos oficiales entraron en el apartamento, alertados por el propietario y los encontraron severamente desnutridos. La madre de los niños fue acusada de abandono infantil y condenada a tres años de prisión. No obstante, al finalizar la condena, recuperó la custodia de sus dos hijas. El hijo mayor fue acusado de abandono del cuerpo de su hermana, pero no fue condenado, dadas las circunstancias. Por otra parte, tanto el amigo de éste, que mató a la niña pequeña, como el que ayudó a enterrar, el cuerpo fueron enviados a un reformatorio.

## Producción

### Desarrollo
De acuerdo con lo dicho por el director del filme, Hirokazu Koreeda, aunque Dare mi Shiranai se inspiró en la historia real del caso de abandono de los niños de Sugamo, no es una historia fáctica, y solo algunos hechos y el final de la película se basan en la historia real.
Koreeda redactó y revisó varios guiones por más de 15 años. También se dedicó a conocer a los actores y quería que los jóvenes miembros del elenco interactuaran entre sí, crecieran y expresaran sus personalidades libremente, con la menor influencia de adultos posible. Koreeda tampoco usó métodos habituales de estructuración y localización, sino que en cambio utilizó una cámara discreta para mostrar cómo vivían los niños cuando nadie estaba mirando. Además, al descubrir que la actriz Momoko Shimizu, quien interpretaba a Yuki, le gustaban más los dulces "Apollo Choco" que los pocky de fresa tal como estaba estipulado en el guion, Koreeda lo cambió para comodidad de la actriz. También optó por no hacer una película "para sentirse bien", aunque es la costumbre de las películas japonesas de este tipo, sino que prefirió deshacerse de cualquier elemento sentimental y volverla estoica. Koreeda comentó que quería que la audiencia "se llevara algo" de la película.

### Preproducción
Koreeda organizó extensas audiciones para elegir a los cuatro niños principales; y ninguno de los actores elegidos eran profesionales. Durante el casting, una niña pequeña entró con sandalias ruidosas. A Koreeda le gustó tanto que lo incorporó al personaje de Yuki cuando esta buscaba a su madre. Tampoco les dio a los niños explicaciones detalladas de sus roles, porque quería que fueran naturales.

### Filmación
La filmación tomó más de un año y se extendió desde el otoño de 2002 hasta el verano de 2003. El filme fue filmado cronológicamente y el 70% de la historia se desarrolla en un estrecho departamento de Tokio (con cada habitación construida específicamente para la película). El departamento se alquiló especialmente durante un año para el rodaje, y los asistentes de filmación vivían en el departamento cuando no se utilizaba para filmar. Koreeda dijo que durante el largo período de filmación, intentó construir una relación de confianza entre él y los niños, y también entre los propios niños. Durante los descansos de filmación, se les pidió a los niños que escribieran en sus diarios sobre lo que estaban pensando, desde la película hasta sus propias preocupaciones cotidianas.

## Premios
Festival de Cannes 2004

•	Yuya Yagira: Ganador del Palmarés a la mejor interpretación masculina.

Premios de la Academia Japonesa 2005

•	You: Nominada al Premio a la Mejor Actriz de reparto

Premios Blue Ribbon 2005	

•	Ganadora del Premio a la Mejor Película

•	Ganadora del Premio a la Mejor Dirección

Premios Guldbagge 2006

•	Nominada al Premio a la Mejor Película Extranjera

Premios Hochi Films 2004

•	Ganadora del Premio a la Mejor Película

Premios Kinema Junpo 2005

•	Ganadora del Premio a la Mejor Película

•	Yuya Yagira: Ganador del Premio al Mejor Actor Revelación

•	You: Ganadora del Premio a la Mejor Actriz de reparto

Festival de películas de Santa Fe 2004

•	Ganadora del Premio Best of Festival

Premios Young Artist 2005

•	Yuya Yagira: Nominado al Premio a la Mejor Representación en Película Extranjera

Concurso de películas Mainichi

•	Yutaka Tsurumaki: Ganador del Premio al Mejor Sonido

Premios Chlotrudis 2006

•	Nominada al Premio a la Mejor Dirección

•	Nominada al Premio al Mejor Casting

Festival de películas de Yokohama 2005

•	Yuya Yagira: Ganador del Premio al Mejor Nuevo Talento